# Società Sportiva Braidese 1930-1931
Questa pagina raccoglie i dati riguardanti la Società Sportiva Braidese nelle competizioni ufficiali della stagione 1930-1931.

## Rosa
| N. |                   | Ruolo | Calciatore          |
| -- | ----------------- | ----- | ------------------- |
|    | Italia (bandiera) | C     | Costante Bertolotti |
|    | Italia (bandiera) | A     | Giovanni Cerutti    |
|    | Italia (bandiera) | D     | Ernesto Chianale    |
|    | Italia (bandiera) | P     | Antonio Conterno    |
|    | Italia (bandiera) | P     | Giuseppe Grosso     |
|    | Italia (bandiera) | D     | Carlo Migliazzi     |

| N. |                   | Ruolo | Calciatore          |
| -- | ----------------- | ----- | ------------------- |
|    | Italia (bandiera) | P     | Giuseppe Montanella |
|    | Italia (bandiera) | D     | Angelo Musso        |
|    | Italia (bandiera) | A     | Giorgio Nicotis     |
|    | Italia (bandiera) | A     | Natale Pastura      |
|    | Italia (bandiera) | C     | Riccardo Pellini    |